# Potvorice
Potvorice (em húngaro: Patvaróc) é um município da Eslováquia, situado no distrito de Nové Mesto nad Váhom, na região de Trenčín. Tem 4,04 km² de área e sua população em 2018 foi estimada em 674 habitantes.

## Demografia
| Ano:        | 1994 | 2004   | 2014   | 2024    |
| ----------- | ---- | ------ | ------ | ------- |
| Broj ljudi: | 528  | 561    | 609    | 714     |
| Razlika:    |      | +6,25% | +8,55% | +17,24% |

| Ano:               | 2023 | 2024   |
| ------------------ | ---- | ------ |
| Número de pessoas: | 707  | 714    |
| Diferença:         |      | +0,99% |